# Tupinambis
Tupinambis är ett släkte av ödlor. Tupinambis ingår i familjen tejuödlor.
Av de arter som enligt Reptile Database finns i släktet vistas Tupinambis longilineus och Tupinambis teguixin gärna nära floder och andra vattenansamlingar. Dessa ödlor är allätare som livnär sig av leddjur, blötdjur, mindre ryggradsdjur, växtdelar (främst frukter) och ägg från andra kräldjur. Alla arter har simförmåga och Tupinambis teguixin kan korsa en bredare flod när den känner sig hotad. Honor lägger ganska många ägg per tillfälle.
Arter enligt Catalogue of Life:
- Tupinambis duséni
- Tupinambis longilineus
- Tupinambis merianae
- Tupinambis palustris
- Tupinambis quadrilineatus
- Tupinambis rufescens
- Tupinambis teguixin

The Reptile Database flyttar några av de ovan nämnda arterna till andra släkten och listar istället:
- Tupinambis cryptus
- Tupinambis cuzcoensis
- Tupinambis zuliensis